# Emma (księżna czeska)
Emma, Hemma (zm. 2 listopada (?) 1006) – czeska księżna, żona Bolesława Pobożnego.
Księżna pochodziła z wysokiego rangą, prawdopodobnie królewskiego rodu. W literaturze historycznej jest często utożsamiana z wdową po królu Lotarze. Posiadała własny majątek i wybijała monety, na których używała tytułu królowej. Prowadziła bogatą działalność kulturalną i religijną w Czechach. Była fundatorką Żywota świętego Wacława z Kodeksu z Wolfenbüttel. Przekazała również dary do grobu Świętego Udalryka w Augsburgu.

## Pochodzenie

### Dawne teorie
Zgodnie z przekazem Kosmasa z Pragi Emma pochodziła ze znamienitego szlachetnego rodu. Pochodzenie księżnej nie zostało jednak ostatecznie ustalone. Zdaniem części badaczy księżna pochodziła z Burgundii i była córką króla Konrada Spokojnego. Istnieje również hipoteza, jakoby Emma była księżniczką anglosaską, córką Edwarda Starszego. Mniemanie to polegało na identyfikacji Emmy z wymienioną na czeskich monetach Adivą. Pogląd ten został jednak odrzucony. Najprawdopodobniej Emma nie była jedyną żoną księcia. Bolesław był prawdopodobnie wcześniej żonaty z kobietą, z której miał synów: Bolesława i zmarłego w dzieciństwie Wacława.

### Identyfikacja z Emmą francuską
Obecnie coraz częściej księżna Emma jest identyfikowana z Emmą francuską, wdową po królu zachodniofrankijskim Lotarze. Po owdowieniu w 986 miała ona przybyć do Czech i poślubić księcia Bolesława. Do małżeństwa musiało dojść po 988, kiedy to Emma francuska jest po raz ostatni poświadczona w źródłach. Bolesław miał być wówczas żonaty z matką Jaromira i Oldrzycha, którą oddalił, by poślubić Emmę. Małżeństwo to było bezpotomne. Teoria ta jest przyjmowana przez część badaczy, inni zaś przyjmują za możliwy pobyt Emmy francuskiej w Czechach, jednak bez poślubiania przez nią Bolesława.

## Działalność

### Monety z Mělnika
Imię Emmy przekazały również wybijane w Mělniku monety, odkryte w 1931 niedaleko Starej Bolesław na których występuje ona z tytułem królowej. Datacja monet budzi kontrowersje w historiografii. Część badaczy uważa, że pochodzą one z okresu, gdy Emma była wdową. Najprawdopodobniej jednak pochodzą one z lat 995-999, kiedy mąż Emmy Bolesław poważnie zaniemógł. Tytuł królowej użyty przez Emmę na denarach świadczy, że pochodziła ona z królewskiego rodu, bądź jej pierwszy mąż był królem. Uprawdopodabnia to identyfikację Emmy z wdową po Lotarze.

### Kodeks z Wolfenbüttel
Księżna była również fundatorką Żywota świętego Wacława zawartego w kodeksie, obecnie przechowywanym w Wolfenbüttel. Żywot ten został spisany przez Gumpolda, biskupa Mantui w latach 968-973 lub około 983. Z woli Emmy kodeks został uzupełniony barwnymi iluminacjami. Na pierwszej karcie kodeksu przedstawiony został wizerunek księżnej Emmy, klęczącej przed koronującym Świętego Wacława Chrystusem.

### Cud Świętego Udarlyka
Działalności Emmy dotyczy najprawdopodobniej również relacja o cudach biskupa Augsburga Świętego Udalryka z lat 983-993, opisująca uzdrowienie syna książęcego. Matka uzdrowionego dziecka jest identyfikowana przez badaczy z księżną Emmą. Po wyzdrowieniu chłopca księżna podarowała do Augsburga pewną ilość monet. Dar Emmy jest świadectwem, że posiadała wówczas własny, duży majątek. Relacja o uzdrowieniu książęcego syna pochodzi najwcześniej z połowy 978, zaś owym synem był zapewne Oldrzych, który swe drugie imię otrzymał po Świętym Udalryku.

## Potomstwo
Istnieją spory w sprawie potomstwa Emmy. Zdaniem części badaczy przyjmującej anglosaskie pochodzenie Emmy, była ona matką tylko Bolesława i Wacława. Według zwolenników teorii burgundzkiej była ona matką Jaromira i Oldrzycha, bądź tylko Oldrzycha. Historycy identyfikujący księżną z wdową po Lotarze uważają, że małżeństwo Emmy i Bolesława Pobożnego było bezpotomne. Po śmierci męża Emma została wygnana z synami Jaromirem i Oldrzychem przez jego następcę Bolesława Rudego. Najprawdopodobniej był on więc pasierbem Emmy, a więc synem Bolesława z poprzedniego małżeństwa.